# Рольвиц
Рольвиц (нем. Rollwitz) — община в Германии, районный центр, расположен в земле Мекленбург-Передняя Померания.
Входит в состав района Иккер-Рандов. Подчиняется управлению Иккер-Рандов-Таль. Население составляет 649 человек (2009); в 2003 г. — 674. Занимает площадь 17,35 км².
| Год  | Население |
| ---- | --------- |
| 1991 | 645       |
| 1995 | 618       |
| 2000 | 704       |
| 2005 | 693       |
| 2010 | 621       |